# 友朋堂書店
株式会社友朋堂書店（ゆうほうどうしょてん）は、学校向けの文部科学省検定済教科書の販売および法人向けの個別受注による本の販売を行う日本の企業。社名と同名の書店をつくば市にて営業し、店頭販売を行っている。茨城県つくば市吾妻三丁目8番地7に本社を置く。
1980年設立。幅広い書籍や雑誌を取り扱う、つくば市内では著名な書店であり、筑波大学の学生や近隣住民から親しまれている。2016年まではつくば市内に3店舗を展開していたが、出版取次業者の廃業に伴い店頭販売から一時撤退した。2017年から吾妻店は平日日中の営業を再開している。

## 沿革
1980年（昭和55年）7月、株式会社友朋堂書店を設立。1981年（昭和56年）5月に柳橋治社長が父とともに書店の営業を開始した。開業当時、店舗（吾妻店）は借地で周囲は草原となっており、マーケティング担当者から「商売として成り立つのは難しい」と言われたという。ところが開店初日には大勢の客が詰めかけ、1日で190万円を売り上げる盛況ぶりとなった。筑波研究学園都市という立地特性から、雑誌や一般書はもとより、3,000円から5,000円の高価な専門書まで何でも売れ、一時は業界から注目を浴びた。その後、筑波研究学園都市では書店の出店が相次ぎ、ジャスコ系列（現イオングループ）のブックバーン、カスミ系列のブックランドカスミが出店したほか、西武筑波店とダイエー筑波学園店も広大な書籍売り場を設け、競争が激化した。友朋堂書店でも2号店（梅園店）を1986年（昭和61年）3月に開業し、営業時間の延長や店舗面積の拡大で対抗しようとした。
地域の書店として、1996年（平成8年）4月には月刊誌『筑波の友』創刊10周年を記念して「筑波研究学園都市ブックフェア」を吾妻店で開催、2011年（平成23年）1月には存続が危ぶまれた筑波書林を応援しようと「ふるさと文庫応援フェア」を当時営業していた全4店で開催している。
2000年（平成12年）には4店舗体制となった。長年営業を続ける中で、住民や学生らから親しまれる書店へと成長していった。一方で、いわゆる「活字離れ」や電子書籍の台頭などの影響により経営は厳しくなってきていた。

### 店頭販売からの一時撤退とその後
2016年（平成28年）2月5日、友朋堂書店の取引先であった出版取次業の太洋社が自主廃業に向けた準備に入ることを発表した。2月8日には太洋社の説明会が開かれ、友朋堂書店では他の取引先との交渉を行ったものの、条件面で合意に至らず、店頭販売からの撤退を決めた。そして同年2月11日に吾妻店を閉店した。吾妻店は22時までの営業であったが、営業最終日は来客が多かったため、通常より30分遅れて店のシャッターが下ろされた。また常陽新聞は公式Twitterで吾妻店の写真と同店の象徴であった「本」のサインが「間もなく消えます」とつぶやき、注目を集めた。
翌2月12日には桜店と梅園店を閉鎖し、全店舗が閉店した。閉店に際して柳橋治社長は「店舗での営業再開を目指していきたい」と語り、店頭販売の復帰を検討していることを表明した。Twitter上では友朋堂書店の閉店を惜しむ声が続出し、「友朋堂ロス」が発生した。店舗閉鎖に伴い、友朋堂書店は教科書販売と外商に特化することになった。太洋社の廃業に伴う書店の閉店は友朋堂書店にとどまらず、ひょうたん書店（鹿児島市）、ブックス書泉（熊本市）、ブックランドあいむ（愛知県豊橋市）などが相次いで閉店する事態となった。
閉店後、2016年（平成28年）3月3日から3月6日まで桜店で在庫の郷土図書や岩波書店の書籍、文房具、CDを販売する「サヨナラセール」を実施した。同年8月7日には、友朋堂書店の復活を願う市民有志らが吾妻店を借用して「一箱古本市」を開催した。
2017年7月頃から吾妻店のシャッターを開けるようになり、2017年現在では平日の10時から18時まで書店を営業している。

## 店舗
吾妻店・桜店・梅園店の3店舗はすべてテナントではなく独立店舗であり、土地と建物は自社所有。また、3店舗すべて教科書取扱店であった。

### 営業中
- 吾妻店（つくば市吾妻三丁目8番地7） - 2016年2月11日閉店[1]、2017年7月頃から限定再開

### 閉店

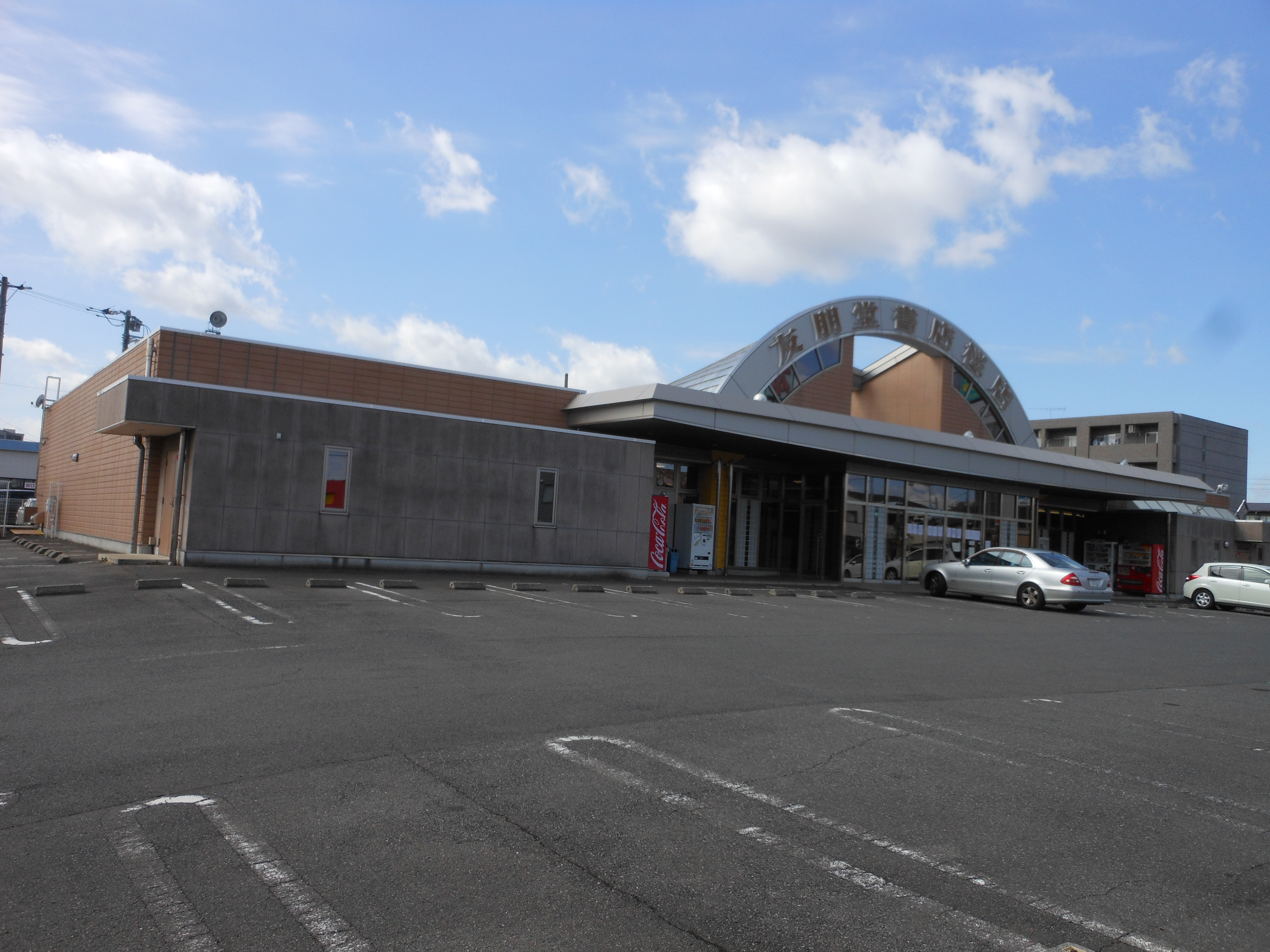
桜店（閉店後に撮影）

- 桜店（つくば市桜一丁目14番地1） - 2016年2月12日閉店[1]、現在、ウエルシア薬局つくば桜店
- 梅園店（つくば市梅園二丁目25番地10） - 2016年2月12日閉店[1]、現在、三菱電機システムサービス営業所
- ASSE店（つくば市上横場、つくばショッピングセンターASSE2階） - 2013年11月4日閉店[16]